# Hierofani
Hierofani, grekiska ἱερός (hieros), helig och φαίνειν (phainein) framträda, betecknar tillfällen då "det heliga" på olika sätt manifesterar sig för en människa. Begreppet, som lanserats av religionshistorikern Mircea Eliade, motsvarar teofani, men har vidare innebörd.